# AS Roma 1938/1939
Sezon 1938/1939 klubu AS Roma.

## Sezon
Przed sezonem 1938/1939 Amedeo Amadei został wypożyczony do Atalanty BC, a do zespołu wrócił Attilio Ferraris, który w Romie spędził rok i następnie zakończył karierę. Był to także ostatni sezon innej legendy klubu, Fulvio Bernardiniego. Guido Ara zajął z zespołem 5. miejsce w mistrzostwach Włoch.

## Rozgrywki
- Campionato Italiano: 5. pozycja
- Puchar Włoch: ćwierćfinał

## Skład i ustawienie zespołu
| W SEZONIE 1938/1939 |        |                |       |      |
| Imię i nazwisko     | Kraj   | Data urodzenia | Mecze | Gole |
| Trener              |        |                |       |      |
| Guido Ara           | Włochy | 28.08.1888     |       |      |
| Bramkarze           |        |                |       |      |
| Ugo Ceresa          | Włochy | 05.12.1915     | 7     | 0    |
| Cesare Francavilla  | Włochy | ?              | 0     | 0    |
| Guido Masetti       | Włochy | 22.11.1907     | 23    | 0    |
| Obrońcy             |        |                |       |      |
| Erminio Asin        | Włochy | ?              | 3     | 0    |
| Attilio Ferraris    | Włochy | 26.03.1904     | 12    | 0    |
| Andrea Gadaldi      | Włochy | 25.08.1907     | 28    | 0    |
| Eraldo Monzeglio    | Włochy | 05.06.1906     | 22    | 0    |
| Pomocnicy           |        |                |       |      |
| Fulvio Bernardini   | Włochy | 28.12.1905     | 18    | 0    |
| Elio Bianchi        | Włochy | ?              | 1     | 0    |
| Giuseppe Bonomi     | Włochy | 03.01.1913     | 13    | 3    |
| Aristide Coscia     | Włochy | 15.05.1918     | 28    | 4    |
| Luigi Di Pasquale   | Włochy | ?              | 7     | 1    |
| Mario De Grassi     | Włochy | 22.01.1919     | 11    | 0    |
| Aldo Donati         | Włochy | 29.09.1910     | 25    | 0    |
| Antonio Fusco       | Włochy | 06.01.1916     | 21    | 0    |
| Pietro Serantoni    | Włochy | 11.12.1906     | 18    | 2    |
| Napastnicy          |        |                |       |      |
| Luciano Alghisi     | Włochy | 18.04.1917     | 30    | 7    |
| Ernes Borsetti      | Włochy | 28.10.1916     | 18    | 4    |
| Oliviero Mascheroni | Włochy | 11.06.1914     | 11    | 1    |
| Danilo Michelini    | Włochy | 05.03.1917     | 24    | 13   |
| Otello Subinaghi    | Włochy | 02.04.1910     | 10    | 4    |